# Ендоцерас
Ендоцерас (Endoceras — дослівно з грецької «внутрішній ріг») — викопний рід гігантських головоногих молюсків. Їхні скам'янілості знайдені в Росії, Данії та Італії. Ендоцераси плавали в морях нашої планети у другій половині ордовицького періоду, приблизно 461—442 млн років тому. Ендоцераси були гігантськими хижаками, полювали на трилобітів і ракоскорпіонів. Це були активні тварини, які розвивали високу швидкість в товщі води.
Типовий вид — Endoceras proteiforme — був відкритий в 1847 р. Ендоцерас дуже нагадував свого найближчого родича — камероцераса (Cameroceras hennepini), від якого він відрізняється, головним чином, меншими розмірами. Обидві ці тварини належать до ряду Endocerida і родини Endoceratidae. Ендоцерас нагадував белемнітів, які з'явилися пізніше, але був набагато більшим.

## Опис

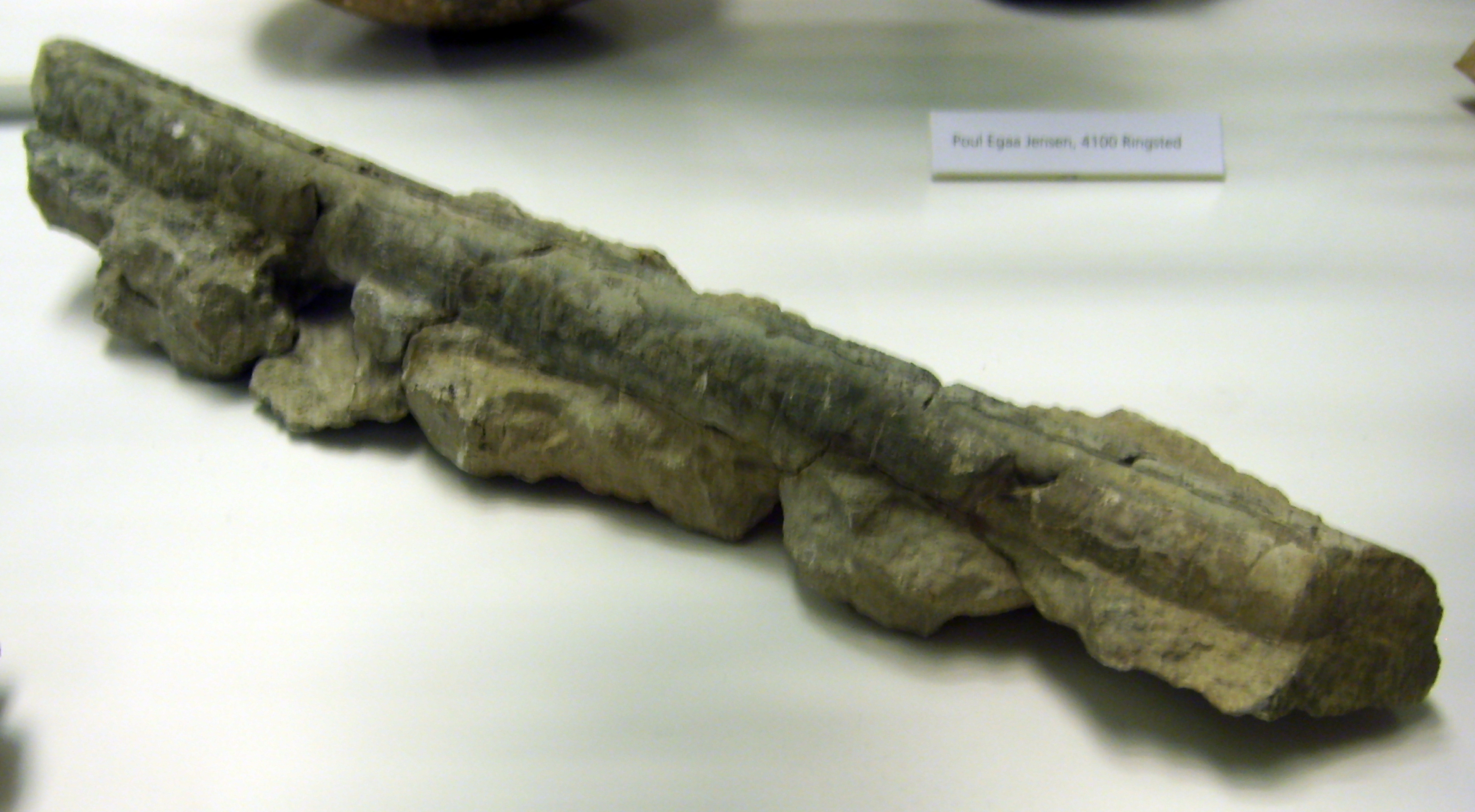
Зразок ендоцерас з Данії

Зразок Endoceras giganteum у Музеї порівняльної зоології Кембріджу сягає 3 метрів у збереженому вигляді. За останніми оцінками, його повний розмір становив приблизно 5,73 метра. Це робить його найбільшим головоногим молюском за довжиною у викопному літописі. Крім того, є непідтверджена інформація про 9,1-метровий панцир, який було знищено.